# Diego Álvarez de Toledo
Diego de Toledo o Diego Álvarez de Toledo fue uno de los hijos del segundo Duque de Alba, Fadrique Álvarez de Toledo, e Isabel de Zúñiga y Pimentel. Participó junto a su padre en la campaña de Navarra en 1512 y fue Prior de la Orden de San Juan. Como prior de San Juan, fundó Argamasilla de Alba en 1540.

## Reseña biográfica
Diego de Toledo fue capitán en el ejército que su padre, Fadrique Álvarez de Toledo, comandó en 1512 para la Conquista de Navarra por orden del rey Fernando el Católico. 
En 1517 se disputó con Antonio de Zúñiga, hermano del duque de Béjar, el puesto de prior de la Orden de San Juan, un cargo que entonces era muy apreciado en Castilla. Siendo ya rey Carlos I de España, pero todavía en Flandes, hizo negociar con el duque de Alba y su hijo para que desistiesen del priorato y que este se concediese a Zúñiga tal y como se ordenaba desde la Santa Sede, pero el duque de Alba se opuso a esta decisión pues afirmaba que tanto por bula del papa Martín a Juan II como por costumbre inmemorial, el rey tenía el derecho para nombrar al prior de la orden, y que Fernando el Católico y el Gran maestre de Rodas habían sancionado previamente la decisión de conceder el priorato para su hijo Diego. Zúñiga, por su parte, se defendía diciendo que este nombramiento lo había sido en perjuicio suyo pues su tío ya había ocupado este puesto con Enrique IV de Castilla. 
Finalmente, cuando llegó a Castilla, Carlos I dividió el priorato y dejó a ambos como priores, uno con sede en Consuegra y otro en Alcázar de San Juan. El 3 de julio de 1531 se celebró el Capítulo de Alcázar con presencia del fray Diego Álvarez de Toledo, en calidad de capitular provincial del priorato. El tema a discutir era la designación de ciertos bienes a un convento de monjas. Asistieron varios miembros de la Orden Militar del Hospital de San Juan de Jerusalén, también llamada: Orden de San Juan, Orden de Ocre, Orden de Rodas, Orden de Malta y Hospitalarios, entre ellos, el frey Diego Briceño, Comendador de Bamba. 
Murió en la frontera con Perpiñán, siendo capitán general.